# Popielżyn-Zawady
Popielżyn-Zawady (prononciation : [pɔˈpjɛlʐɨn zaˈvadɨ]) est un village polonais de la gmina de Joniec dans le powiat de Płońsk de la voïvodie de Mazovie dans le centre-est de la Pologne.
Le village compte approximativement une population de 226 habitants en 2009.

## Histoire
De 1975 à 1998, le village appartenait administrativement à la voïvodie de Ciechanów.